# Châtin
Châtin é uma comuna francesa na região administrativa de Borgonha-Franco-Condado, no departamento Nièvre. Estende-se por uma área de 12,5 km². Em 2010 a comuna tinha 86 habitantes (densidade: 6,9 hab./km²).